# Osteodes pervittata
Osteodes pervittata là một loài bướm đêm trong họ Geometridae.